# Передача электроэнергии

Схема электроэнергетической системы. Участок передачи электрической энергии изображён синим цветом

Передача электроэнергии — технологии, обеспечивающие связь объектов генерации с потребителями электрической энергии. Передача электроэнергии осуществляется посредством электрических сетей, в состав которых входят преобразователи, линии электропередачи и распределительные устройства.

## История

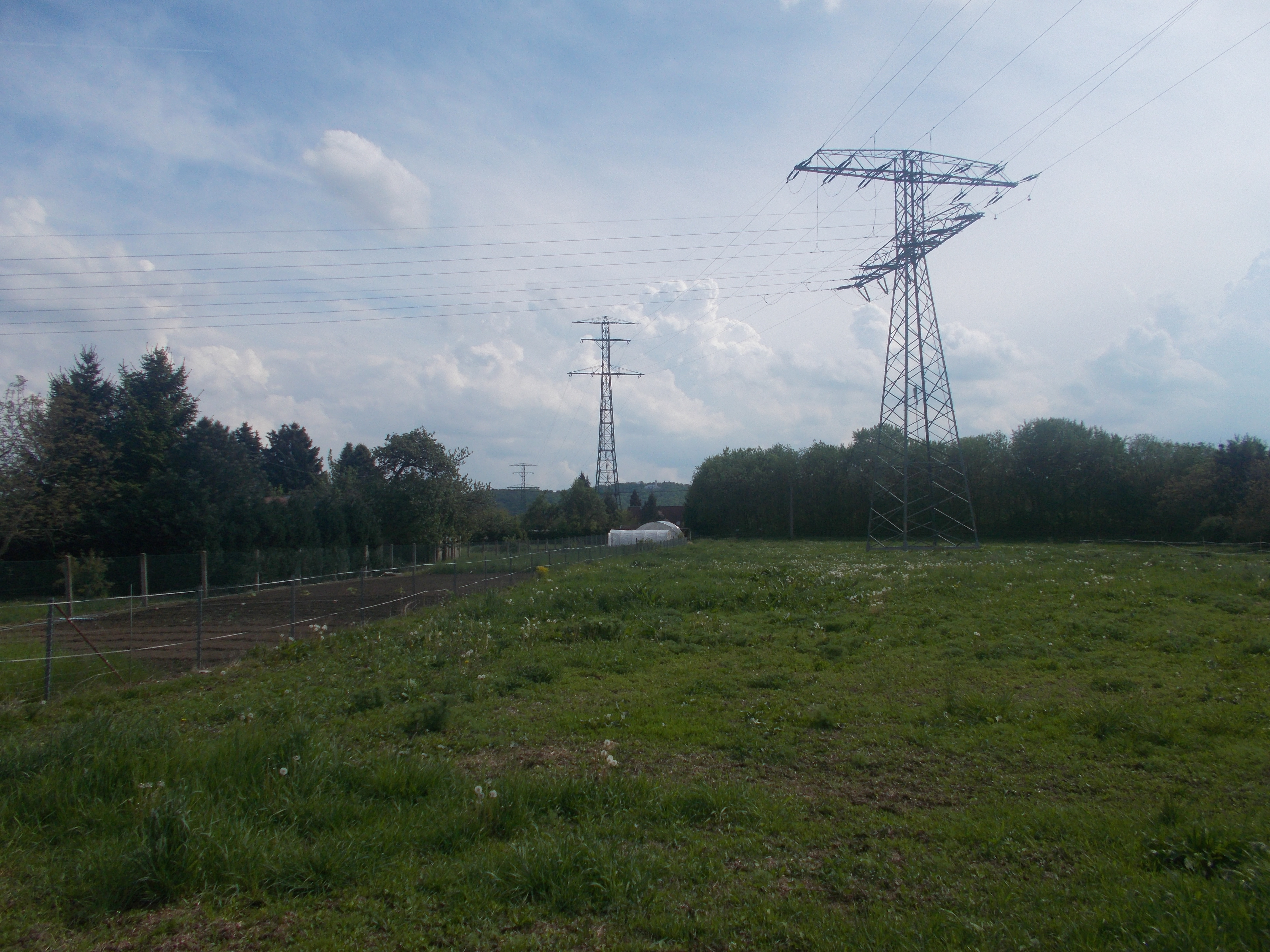
Линии электропередач в Германии

Возможность передачи электроэнергии на расстояние впервые обнаружил Стивен Грей в 1720-е годы. В опытах Грея заряд передавался по шёлковому проводу на расстояние до 800 футов
До конца XIX века электричество использовалось только поблизости от мест генерации. Это, в свою очередь, ограничивало степень использования доступных ресурсов, так как большие мощности для местного производства не требовались. С изобретением электрического освещения необходимость передачи электричества на большие расстояния стало актуальной проблемой, так как освещение требовалось в первую очередь в крупных городах, удалённых от источников энергии.
В 1873 году Фонтен впервые продемонстрировал генератор и двигатель постоянного тока, связанные проводом длиной 2 км. В 1874 году Ф. А. Пироцкий осуществил передачу электроэнергии мощностью 6 л. с. на расстояние 1 км, а в 1876 году повторил опыт, используя в качестве проводника рельсы Сестрорецкой железной дороги длиной 3,5 км. В конце 1870-х — начале 1880-х Д. А. Лачинов показал, что потери энергии при передаче имеют обратную зависимость от напряжения, а П. Н. Яблочков и И. Ф. Усагин создали первые трансформаторы, что позволило Усагину на Всероссийской выставке в Москве в 1882 году продемонстрировать первую высоковольтную систему передачи электроэнергии, включавшую повышающий и понижающий трансформаторы и линию электропередачи. В том же году на Мюнхенской выставке опыт передачи постоянного электрического тока напряжением до 2000 В на расстояние 60 км продемонстрировал Марсель Депре, при этом потери составили 78 %.
Прорывом в передаче электроэнергии на большие расстояния стал опыт М. О. Доливо-Добровольского на международной электротехнической выставке во Франкфурте-на-Майне в 1891 году. В ходе опыта энергия от установки на реке Неккар в городе Лауффен была передана во Франкфурт по трёхфазной линии на 175 км. Энергия передавалась при напряжении 15200 В, преобразование осуществлялось с помощью трёхфазных трансформаторов. КПД линии достигал 80,9 %, а передаваемая мощность — более 100 л. с., использованных для работы электрического двигателя и освещения. Опыт способствовал внедрению трёхфазного переменного тока и высоковольтных систем передачи. К 1910 году в США появились первые линии 110 кВ, в 1923 — 220 кВ, в то же время началось внедрение высоковольтных линий в Европе.
Передача энергии на постоянном токе, в первую очередь, по системе Тюри, имела некоторое распространение в начале XX века, в частности, функционировали линия в Батуми протяжённостью 10 км и линия Мутье-Лион протяжённостью 180 км, но в конце концов они были демонтированы и заменены линиями переменного тока.

## Схема передачи
В настоящее время применяются схемы передачи, в которые входят:
- электрический генератор;
- повышающий трансформатор;
- линия электропередачи;
- понижающий трансформатор.

Схемы делятся на блочные, связанные и полусвязанные

## Классификация
По типу линии электропередач:
- магистральные;
- межсистемные.

По промежуточному отбору мощности:
- прямые;
- с промежуточным отбором;
- с промежуточной генерацией.

В линиях с промежуточным отбором и генерацией обычно предусматриваются дополнительные понижающие и повышающие трансформаторы для обеспечения нужд промежуточных потребителей электроэнергии и генерации.
По числу линий: одно-, двух- и трёхцепные.

## Дальность передачи
Основным параметрами системы передачи энергии является пропускная способность {\displaystyle P}:
{\displaystyle P={\frac {U^{2}}{Z_{0}}}}
где {\displaystyle U} — напряжение, В;
{\displaystyle Z_{0}} — волновое сопротивление, Ом.
Например, для линии 110 кВ пропускная способность составляет 30 МВт.
Пропускную способность снижают потери энергии, другим ограничением является устойчивость параллельной работы синхронных машин, находящихся на концах линии.